# Ils conquièrent le ciel
Pour plus de détails, voir Fiche technique et Distribution.
Ils conquièrent le ciel (Им покоряется небо) est un film soviétique réalisé par Tatiana Lioznova, sorti en 1963,.

## Fiche technique
- Photographie : Valeri Ginzburg
- Musique : Andreï Echpaï
- Décors : Boris Dulenkov
- Montage : Kseniia Blinova, Lidiia Rodionova